# Witold Gawłowski
Witold Józef Gawłowski (ur. 1956) – polski architekt.

## Życiorys
Jest absolwentem Wydziału Architektury Politechniki Krakowskiej. W 2017 uzyskał stopień doktora sztuk plastycznych na Akademii Sztuk Pięknych im. Jana Matejki w Krakowie. Jest współautorem projektu Mostu Kotlarskiego w Krakowie (najdłuższego w Polsce mostu łukowego) oraz Galerii „Nowe Miasto” w Rzeszowie, wspówłaścicielem i prezesem spółki Studio Archi 5.
Zdobywca nagrody konkursu z cyklu Biennale (International Biennale of Architekture Cracow) w 1985 roku, cyklicznej imprezy organizowanej od 1985 roku przez Stowarzyszenie Architektów Polskich SARP. Jako członek SARP zasiada w jury oceniając prace nadesłane na organizowane przez Stowarzyszenie konkursy projektów architektonicznych. Jako sędzia Sądu Konkursowego w samorządzie miasta Krakowa uczestniczy w ocenach projektów wykonanych na potrzebę miasta.
Witold Gawłowski jest również autorem projektu Centrum Biurowego Euromarket, który otrzymał nagrody MISTER Krakowa 2000 za najlepszy obiekt użyteczności publicznej oraz Inteligentny Budynek Roku 2001 w kategorii obiekt usługowo-handlowy.
Jest wykładowcą w Akademii Sztuk Pięknych im. Jana Matejki w Krakowie na Wydziale Architektury Wnętrz.